# Guerra sino-birmanesa (1765–1769)
A guerra sino-birmanesa (em chinês:  中緬戰爭 ou 清緬戰爭; birmanês:  တရုတ်-မြန်မာ စစ် (၁၇၆၅–၁၇၆၉)), também conhecida como invasões Qing da Birmânia ou a campanha Mianmar da Dinastia Qing, foi uma guerra travada entre a Dinastia Qing da China e a Dinastia Konbaung da Birmânia (Mianmar). A China sob o governo do Imperador Qianlong efetuou quatro invasões da Birmânia entre 1765 e 1769, que foram consideradas como uma de suas Dez Grandes Campanhas. No entanto, a guerra, que ceifou a vida de mais de 70 000 soldados chineses e quatro comandantes, às vezes é descrita como "a guerra de fronteira mais desastrosa que a Dinastia Qing travou", e a que "garantiu a independência da Birmânia". A defesa bem sucedida da Birmânia lançou as bases para a atual fronteira entre os dois países.
No início, Qianlong imaginou que seria uma guerra fácil de ser vencida, e enviou apenas as tropas do Estandarte Verde estacionadas em Yunnan. A invasão Qing ocorreu quando a maioria das forças birmanesas estava ocupada com a sua mais recente invasão do Sião. Porém, as tropas birmanesas derrotaram as duas primeiras invasões de 1765-1766 e 1766-1767 na fronteira. O conflito regional acabou se tornando uma grande guerra que envolveu manobras militares no interior dos dois países envolvidos. A terceira invasão (1767-1768) liderada pela elite manchu quase obteve sucesso, penetrando na Birmânia central, a poucos dias de marcha da capital, Ava. Mas, os soldados do norte da China não souberam lidar com os desconhecidos terrenos tropicais e letais doenças endêmicas, e foram rechaçados com pesadas baixas. Depois desse incidente, o rei Hsinbyushin transferiu seus exércitos do Sião para a frente de combate chinesa. A quarta e maior invasão ficou restrita à fronteira. Com as forças Qing completamente cercadas, uma trégua foi negociada entre os comandantes de campo dos dois lados em dezembro de 1769.
O governo Qing instalou uma forte linha militar nas áreas fronteiriças de Yunnan por cerca de uma década, numa tentativa de travar outra guerra, impondo a proibição de comércio inter-fronteiras por duas décadas. Os birmaneses também ficaram preocupados com a ameaça chinesa, e mantiveram uma série de guarnições ao longo da fronteira. Vinte anos depois, quando a Birmânia e a China retomaram a relação diplomática em 1790, o governo Qing unilateralmente viu o ato como a submissão da Birmânia, e reivindicou a vitória. Ironicamente, os principais beneficiários desta guerra foram os siameses. Depois de terem perdido sua capital Ayutthaya para os birmaneses em 1767, recuperaram a maioria de seus territórios nos três anos seguintes.

## Acontecimentos anteriores
A longa fronteira entre a Birmânia e a China tinha sido vagamente definida. Inicialmente a Dinastia Ming conquistou a fronteira de Yunnan entre 1380 e 1388, e eliminou a resistência local em meados da década de 1440. O controle birmanês dos Estados shan (que abrange os atuais estados Kachin, Shan e Kayan) veio em 1557 quando o rei Bayinnaung da Dinastia Taungû conquistou todos os Estados shan. A fronteira nunca foi demarcada no sentido moderno, com os chefes locais shan (sawbwas) das regiões fronteiriças pagando tributos para os dois lados. A situação se tornou favorável para a China na década de 1730 quando o governo Qing decidiu impor um controle mais rigoroso nas regiões de fronteira de Yunnan, uma vez que a autoridade birmanesa estava muito enfraquecida com o rápido declínio da dinastia Taungû.

### A consolidação da fronteira Qing (década de 1730)

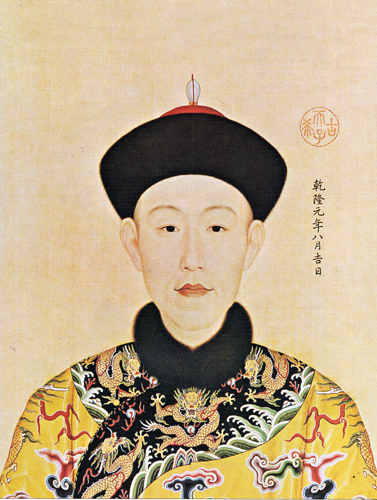
Qianlong no início de seu reinado.

As tentativas Qing para um maior controle da fronteira encontraram inicialmente uma feroz resistência dos chefes locais. Em 1732, a exigência do governo de Yunnan por impostos mais elevados, levou a várias revoltas shan na fronteira. Os líderes da resistência shan convenciam as pessoas ao dizer: "As terras e a água são nossas propriedades. Podemos arar e comer da nossa própria produção. Não há necessidade de pagar tributos ao governo estrangeiro". Em julho de 1732, um exército shan, a maioria composta por montanhistas nativos, sitiou a guarnição Qing em Pu'er por noventa dias. O governo de Yunnan respondeu com uma força esmagadora de cerca de 5 000 homens e levantou o cerco. O exército Qing perseguiu os revoltosos, mas não conseguiu acabar com a persistente resistência local. Finalmente, os comandantes de campo Qing mudaram suas táticas ao se aliarem aos sawbwas neutros, concedendo-lhes títulos e poderes Qing, incluindo o de capitães do Estandarte Verde e o de comandantes regionais. Para completar os acordos, o terceiro oficial em importância de Yunnan viajou para Simao pessoalmente e realizou uma cerimônia de fidelidade que marcou a anexação Qing das áreas de fronteira. Em meados da década de 1730, os sawbwas da fronteira que costumavam pagar tributos duplos, cada vez mais se aliaram aos Qing mais poderoso. Em 1735, o ano em que o imperador Qianlong ascendeu ao trono chinês, dez sawbwas haviam se aliado aos Qing. Os estados fronteiriços anexados iam desde Mogaung e Bhamo, no atual estado Kachin, Hsenwi (Theinni) e Kengtung (Kyaingtong), no atual estado Shan, até Sipsongpanna (Kyaingyun) na atual Prefeitura autônoma dai de Xishuangbanna, Yunnan.
Enquanto o governo Qing consolidava a sua influência na fronteira, a dinastia Taungû era confrontada com diversos ataques externos e revoltas internas e não podia realizar qualquer ação recíproca. Ao longo da década de 1730, a dinastia sofreu com as invasões manipuris, que atingiram regiões cada vez mais profundas da Alta Birmânia. Em 1740, os mons da Baixa Birmânia se revoltaram e fundaram o Reino Restaurado de Hanthawaddy. Em meados da década de 1740, a autoridade do rei birmanês havia praticamente se dissipado. Em 1752, a dinastia Taungû foi deposta pelas forças do Reino Restaurado de Hanthawaddy, que capturaram Ava.
Até então, o controle Qing das antigas fronteiras era inquestionável. Em 1752, o Imperador Qianlong emitiu um manuscrito, dizendo que todas as tribos "bárbaras" sob seu domínio deveriam ser estudadas e o relato de suas naturezas e culturas fosse enviado a Pequim.

### Reafirmação da Birmânia (décadas de 1750-1760)
Em 1752, uma nova dinastia denominada Konbaung surgiu para desafiar o Reino Restaurado de Hanthawaddy, e conseguiu recuperar a maior parte do antigo reino em 1758. Em 1758-59, o rei Alaungpaya, o fundador da dinastia, enviou uma expedição para os distantes Estados shan (atual estado Kachin e regiões norte e leste do estado Shan), que haviam sido anexados pela dinastia Qing há mais de duas décadas, para restabelecer a autoridade birmanesa. (As proximidades dos Estados shan haviam sido recuperadas desde 1754). Três dos dez sawbwas dos Estados shan (Mogaung, Bhamo, Hsenwi) e suas milícias supostamente fugiram para Yunnan e tentaram convencer os oficiais Qing a invadir a Birmânia. O sobrinho do sawbwa de Kengtung e seus seguidores também fugiram.
O governo de Yunnan informou sobre os novos acontecimentos ao imperador Qianlong em 1759, e a corte Qing prontamente emitiu um édito imperial ordenando a reconquista. No início, os oficiais de Yunnan, que acreditavam que os "bárbaros deviam ser conquistados usando bárbaros", tentaram resolver o assunto, apoiando os derrotados sawbwas. Mas a estratégia não funcionou. Em 1764, um exército birmanês, que estava a caminho do Sião, aumentou o seu controle sobre as fronteiras, e os sawbwas se queixaram à China. Em resposta, o imperador nomeou Liu Zao, um ministro respeitado da capital para resolver a questão. Em Kunming, Liu avaliou que a utilização das milícias tai-shan por si só não estava dando resultado, e que precisava da intervenção das tropas regulares do Exército do Estandarte Verde.

## Primeira invasão (1765–1766)
No início de 1765, um exército birmanês de 20.000 homens estacionado em Kengtung, liderado pelo general Ne Myo Thihapate, deixou Kengtung para realizar outra invasão birmanesa do Sião. Quando o principal exército birmanês partiu, Liu se aproveitou de algumas disputas comerciais entre pequenos comerciantes locais chineses e birmaneses como desculpa para ordenar uma invasão de Kengtung em dezembro de 1765. A força de invasão, que consistia de 3.500 soldados do Estandarte Verde, juntamente com as milícias tai-shan, sitiaram Kengtung mas não estavam em número suficiente para enfrentar as tropas birmanesas da guarnição de Kengtung, liderada pelo general Ne Myo Sithu. Os birmanês levantaram o cerco e perseguiram os invasores até a Prefeitura de Pu'er, e os derrotaram lá. Ne Myo Sithu deixou uma guarnição reforçada, e retornou para Ava em abril de 1766.
O governador Liu em seu constrangimento primeiro tentou esconder o que havia acontecido. Quando o imperador achou isso suspeito, ordenou a imediata desnomeação de Liu e ordenou o seu retorno para a capital. Em vez de cumprir a ordem, Liu cometeu suicídio cortando sua garganta com uma faca, e deixando um bilhete escrito como o sangue que jorrava de seu pescoço: "Não há nenhuma maneira de pagar a benevolência do imperador. Eu mereço a morte pelo meu crime.". Embora este tipo de suicídio em face da falha burocrática, aparentemente, não fosse incomum na China Qing, ele teria enfurecido Qianlong. O caso Mien (a palavra chinesa para "birmanês") era agora uma questão de honra imperial. O imperador nomeou Yang Yingju, um experiente oficial de fronteira, com longo tempo de serviço em Xinjiang e Guangzhou.

## Segunda invasão (1766–1767)

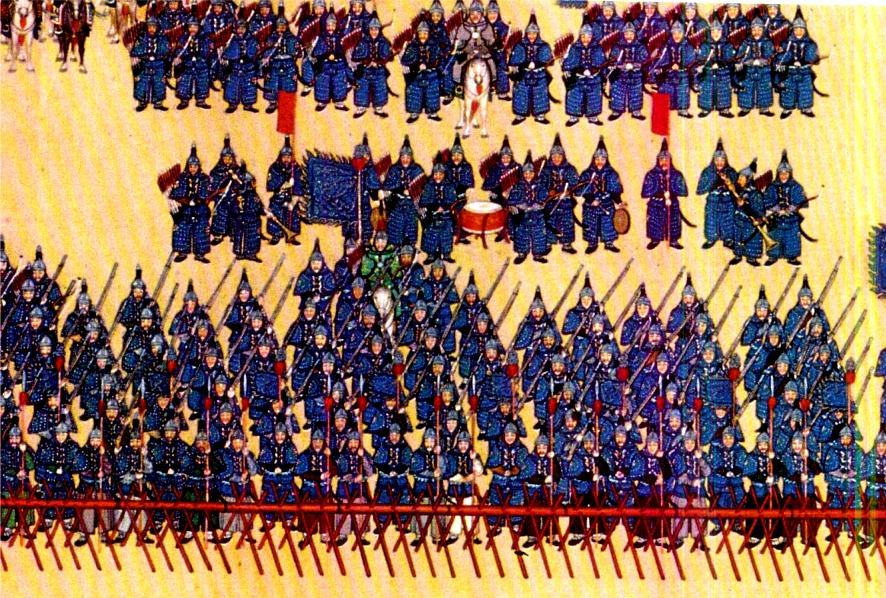
Soldados do imperador Qianlong

Yang chegou no verão de 1766 para assumir o comando. Ao contrário da invasão ordenada por Liu de Kengtung, localizada longe do coração birmanês, Yang estava determinado a atacar diretamente a Alta Birmânia. Planejou colocar um representante Qing no trono birmanês. Yang planejou a invasão da Birmânia via Bhamo, descendo o rio Irauádi até sua capital Ava. Os birmaneses ficaram sabendo com antecedência da rota de invasão, e se prepararam. O plano de Hsinbyushin era o de atrair os chineses para o território birmanês, e depois os cercar. O comandante birmanês Balamindin recebeu ordens para deixar Bhamo e construir uma paliçada em Kaungton, a poucos quilômetros ao sul de Bhamo no rio Irauádi. O forte Kaungton foi especialmente equipado com o corpo de canhoneiros comandado por soldados franceses (capturados na batalha de Thanlyin em 1756.) Para reforçá-los, outro exército liderado por Maha Thiha Thura e posicionado na região mais oriental da Birmânia, em Kenghung (atual Jinghong, Yunnan), foi deslocado para as proximidades de Bhamo passando pelo norte dos Estados shan.

### Armadilha em Bhamo-Kaungton
Conforme planejado, as tropas Qing facilmente capturaram Bhamo em dezembro de 1766, e estabeleceram lá uma base de suprimentos. Os chineses, em seguida, passaram a sitiar a guarnição birmanesa em Kaungton. Mas, as defesas de Balamindin rechaçaram os repetidos ataques chineses. Enquanto isso, dois exércitos birmaneses, um liderado por Maha Sithu, e outro liderado por Ne Myo Sithu, cercaram os chineses. O exército de Maha Thiha Thura chegou e também tomou posição perto de Bhamo para bloquear a rota de fuga de volta para Yunnan.
O impasse não favorecia as tropas chinesas, que estavam totalmente despreparadas para lutar no clima tropical da Alta Birmânia. Milhares de soldados chineses supostamente contraíram cólera, disenteria e malária. Um relatório Qing afirmou que "800 dos 1 000 soldados de uma guarnição haviam morrido de doença, e que outros cem estavam doentes".
Com o exército chinês bastante debilitado, os birmaneses, em seguida, lançaram a sua ofensiva. Inicialmente, Ne Myo Sithu facilmente retomou Bhamo. O principal exército chinês estava agora totalmente isolado no corredor Kaungton-Bhamo, impossibilitado de receber qualquer suprimento. Os birmaneses, em seguida, passaram a atacar o exército chinês principal pelos dois lados — o exército de Balamindin pelo lado da fortaleza de Kaungton, e o exército de Ne Myo Sithu a partir do norte. Os chineses recuaram para o leste e depois para o norte, onde um outro exército birmanês liderado por Maha Thiha Thura estava esperando. Os dois outros exércitos birmaneses também acompanharam, e o exército chinês foi totalmente destruído. O exército de Maha Sithu, que protegia o flanco ocidental do rio Irauádi, marchou para o norte de Myitkyina e derrotou facilmente outras guarnições chineses na fronteira. Os exércitos birmaneses passaram a ocupar oito Estados shan chineses dentro de Yunnan.

### Consequências
Os exércitos vitoriosos birmaneses retornaram para Ava com os canhões, mosquetes e prisioneiros capturados no início de maio. Em Kunming, o governador Yang começou a inventar mentiras. Relatou que havia ocupado Bhamo; que seus habitantes estavam usando o penteado no estilo manchu; e que o comandante birmanês, Ne Myo Sithu, depois de perder 10 000 homens havia pedido a paz. Recomendou que o imperador graciosamente aceitasse a oferta de paz para restaurar as relações comerciais normais entre os dois países. O imperador Qianlong, porém, percebeu a falsidade do relatório, e ordenou a volta de Yang para Pequim. Em sua chegada, Yang se suicidou por ordem do imperador.

## Terceira invasão (1767–1768)

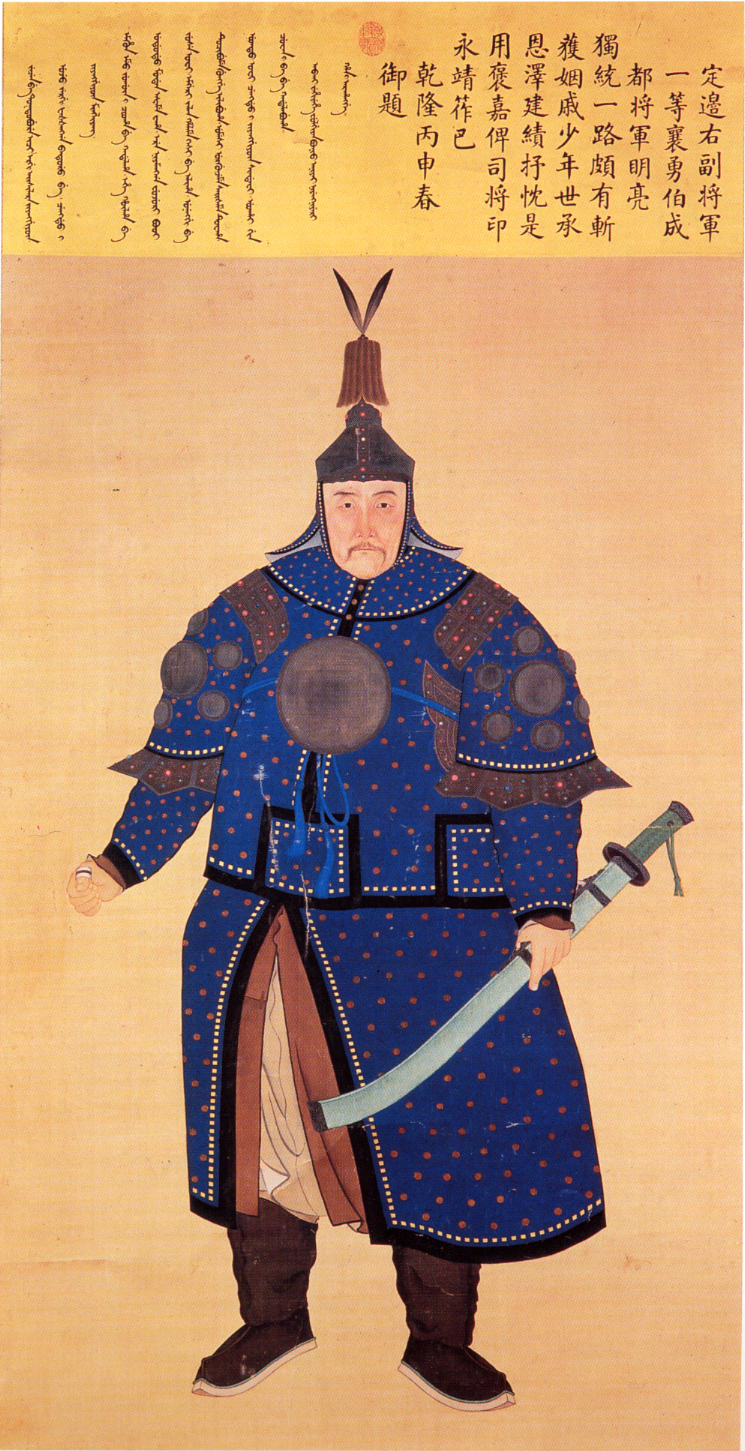
Mingliang (明 亮 ming liang), um oficial do Exército Qing durante a era de Qianlong

### Mobilização chinesa
Depois da duas derrotas, o imperador e sua corte não podiam compreender como um país "bárbaro" relativamente pequeno como a Birmânia poderia resistir ao poder Qing. Para Qianlong, era hora para os manchus entrarem em ação. Ele sempre duvidou da eficácia de seus exércitos do Estandarte Verde. Os manchus se viam como uma raça guerreira e conquistadora e os chineses como um povo ocupado. Ele encomendou um estudo das duas primeiras invasões, e o relatório reforçou seus preconceitos—de que o baixo rendimento dos exércitos do Estandarte Verde era o motivo para os fracassos.
Em 1767, Qianlong nomeou o veterano comandante manchu Mingrui, um genro seu, como governador-geral de Yunnan e Guizhou, e chefe da campanha da Birmânia. Mingrui tinha participado de batalhas contra os turcos no noroeste e estava no comando do posto estrategicamente importante de Ili (no atual Cazaquistão). Sua nomeação significava que esta não era mais uma disputa de fronteiras, mas uma guerra de pleno direito. Mingrui chegou a Yunnan em abril. Uma força de invasão consistindo da elite manchu e de tropas mongóis foi deslocada às pressas do norte da China e Manchúria para o sul do país. Todas as províncias da China foram mobilizadas para fornecer suprimentos. Essa força deveria ser acompanhada por milhares de Estandartes Verdes de Yunnan e das milícias tai-shan. O efetivo total da força de invasão era de 50 000 homens, a grande maioria de infantaria. As montanhas e as selvas da Birmânia obrigavam o emprego de apenas um efetivo mínimo de cavalaria. Como precaução contra doenças, que a corte Qing agora levavam a sério, a campanha foi planejada para os meses de inverno, quando a incidência de doenças eram consideradas menores.

### Mobilização birmanesa
Os birmaneses tinham agora o maior exército chinês já mobilizado contra eles. Porém, o rei Hsinbyushin não pareceu perceber a gravidade da situação. Ao longo das duas primeiras invasões, ele se recusou a convocar os principais exércitos birmaneses, que estavam lutando no Sião desde janeiro de 1765, e faziam cerco à capital siamesa de Ayutthaya desde janeiro de 1766. Ao longo de 1767, quando os chineses se mobilizavam para uma invasão ainda mais grave, os birmaneses estavam ainda focados em derrotar os siameses. Mesmo depois de a capital siamesa ter sido finalmente capturada em abril de 1767, Hsinbyushin manteve grande parte das tropas no Sião durante os meses da estação chuvosa, a fim de eliminar a resistência siamesa restante durante os meses de inverno nesse ano. Ele realmente permitiu que muitos batalhões constituídos de shans e laosianos se desmobilizassem no início da estação chuvosa.
Como consequência, quando a invasão teve início em novembro de 1767, as defesas birmanesas não estavam preparadas para enfrentar um inimigo muito maior e mais determinado. O comando birmanês se parecia muito com o da segunda invasão. Hsinbyushin novamente atribuiu aos mesmos comandantes da segunda invasão a missão de enfrentar os chineses. Maha Sithu comandou o principal exército birmanês, e era o comandante geral, com Maha Thiha Thura e Ne Myo Sithu comandando os dois outros exércitos birmaneses. Balamindin novamente comandou o forte de Kaungton. (Uma vez que o principal exército birmanês era constituído de apenas cerca de 7 000 homens, o total da defesa birmanesa no início da terceira invasão provavelmente não possuía mais do que 20 000 homens.)

### Ofensiva chinesa

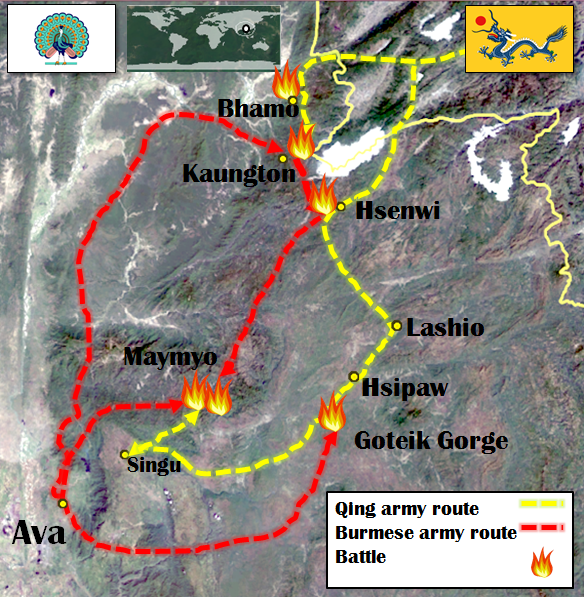
As principais rotas das batalhas da terceira invasão (1767-1768)

Mingrui planejou uma invasão em duas frentes tão logo a estação chuvosa terminasse. O principal exército chinês, liderado pelo próprio Mingrui, se aproximaria de Ava através de Hsenwi, Lashio e Hsipaw, e desceria o rio Namtu. (A principal rota da invasão era a mesma seguida pelas forças manchu, um século antes, em perseguição ao imperador Yongli da Dinastia Ming do Sul.) O segundo exército, liderado pelo general E'erdeng'e, tentaria novamente a rota via Bhamo. O objetivo final era para os dois exércitos se posicionarem em uma ação de pinça sobre a capital birmanesa de Ava. O plano birmanês era o de manter o segundo exército chinês ao norte de Kaungton utilizando para isso o exército liderado por Ne Myo Sithu, e interceptar o principal exército chinês no nordeste com dois exércitos liderados por Maha Sithu e Maha Thiha Thura.
No início, tudo correu de acordo com o plano Qing. A terceira invasão começou em novembro de 1767 quando o exército chinês atacou e ocupou Bhamo. Nos oito dias seguintes, o exército principal de Mingrui ocupou os estados shan de Hsenwi e Hsipaw. Mingrui fez de Hsenwi uma base de suprimentos, e ordenou que 5 000 homens permanecessem em Hsenwi e protegessem a retaguarda. Ele, então, liderou um exército de 15 000 homens na direção de Ava. No final de dezembro, em Goteik Gorge (ao sul de Hsipaw), os dois principais exércitos se enfrentaram e ocorreu a primeira grande batalha da terceira invasão. Em desvantagem de dois para um, o principal exército birmanês de Maha Sithu foi completamente derrotado pelas tropas de Mingrui. Maha Thiha Thura também foi repelido em Hsenwi. A notícia do desastre em Goteik chegou até Ava. Hsinbyushin finalmente percebeu a gravidade da situação, e com urgência chamou de volta os exércitos birmaneses que lutavam no Sião.
Depois de ter esmagado o principal exército birmanês, Mingrui seguiu a todo vapor, conquistando cidade após cidade, e chegou até Singu no Rio rio Irauádi, a 50 quilômetros ao norte de Ava, no início de 1768. O único ponto positivo para os birmaneses era o de que a força de invasão norte, que era para descer o rio Irauádi para se juntar ao exército principal de Mingrui, ainda estava sendo mantida em Kaungton.

### O contra-ataque birmanês
Em Ava, Hsinbyushin não entrou em pânico mesmo com a perspectiva de um grande exército chinês (cerca de 30 000 homens) batendo em sua porta. A corte sugeriu ao rei que fugisse, mas ele recusou, dizendo que ele e seus irmãos príncipes, filhos de Alaungpaya, lutariam contra os chineses com uma só mão, se fosse preciso. Em vez de defender a capital, Hsinbyushin calmamente enviou um exército para tomar posição fora de Singu, liderando pessoalmente seus homens em direção à linha de frente.
Descobriu-se que Mingrui estava com poucas provisões, e que não tinha condições de prosseguir adiante. Ele agora estava muito longe de sua base principal de reabastecimento em Hsenwi, centenas de quilômetros de distância no norte de Shan Hills. Os ataques da guerrilha birmanesa sobre as linhas de abastecimento através das selvas de Shan Hills estavam prejudicando seriamente a capacidade do exército Qing de prosseguir. (As operações de guerrilha birmanesa eram comandadas pelo general Teingya Minkhaung, um auxiliar de Maha Thiha Thura). Mingrui agora recorria à tática defensiva, ganhando tempo para permitir que o exército do norte viesse em seu socorro. Mas isso não ocorreu. O exército do norte sofreu pesadas baixas em seus repetidos ataques contra o forte Kaungton. Seu comandante, contra as ordens expressas de Mingrui, recuou para Yunnan. (O comandante foi mais tarde publicamente humilhado e executado sob as ordens do imperador.)
A situação ficou pior para Mingrui. No início de 1768, os exércitos birmaneses em retorno do Sião começaram a chegar. Amparado pelos reforços, dois exércitos birmaneses liderados por Maha Thiha Thura e Ne Myo Sithu conseguiram retomar Hsenwi. O comandante Qing em Hsenwi suicidou-se. O principal exército Qing agora não recebia mais suprimentos. Era março de 1768. Milhares de soldados chineses, membros de tribos nômades das pastagens geladas ao longo da fronteira russa, começaram a morrer de malária, e sofrer com o clima quente e úmido da Birmânia central. Mingrui desistiu de prosseguir em direção a Ava, e em vez disso tentou retornar para Yunnan com o maior número possível de seus soldados.

#### Batalha de Maymyo
Em março de 1768, Mingrui começou sua retirada, perseguido por um exército birmanês de 10 000 homens e 2 000 de cavalaria. Os birmaneses, então, tentaram cercar os chineses, dividindo o exército em dois. Maha Thiha Thura já tinha assumido o comando geral, substituindo Maha Sithu. O exército menor, comandado por Maha Sithu, continuou a perseguir Mingrui, enquanto o exército maior, comandado por Maha Thiha Thura avançou através das montanhas a surgir logo atrás dos chineses. Através de manobra cuidadosa, os birmaneses conseguiram cercar completamente os chineses na atual Pyin U Lwin (Maymyo), cerca de 70 quilômetros a nordeste de Ava. Ao longo de três dias de combates sangrentos, o exército chinês foi completamente aniquilado. A batalha foi tal, que os birmaneses não podiam segurar suas espadas, uma vez que os punhos destas estavam escorregadios com o sangue inimigo. Dos originais 30 000 homens do exército principal, apenas 2 500 permaneceram vivos e foram capturados. O restante havia sido morto, quer no campo de batalha, por doença ou por meio de execução após a sua rendição. Mingrui foi gravemente ferido na batalha. Apenas um pequeno grupo conseguiu escapar do massacre. Mingrui poderia ter escapado com esse grupo. Em vez disso, ele cortou a sua trança e enviou-a ao imperador como símbolo de sua lealdade por parte daqueles que estavam escapando. Ele então se enforcou em uma árvore. No final, apenas algumas dezenas do exército principal retornaram.

## Quarta invasão (1769)

### Intervalo (1768-1769)
O imperador Qianlong enviou Mingrui e seu exército supondo que seria uma vitória fácil. Tinha começado a fazer planos sobre como iria administrar seu mais novo território. Durante semanas, a corte Qing não recebeu nenhuma notícia, e, finalmente ela chegou. O imperador ficou chocado e ordenou a suspensão imediata de todas as ações militares até que pudesse decidir o próximo passo. Os generais que retornavam da linha de frente alertaram que não havia nenhuma maneira da Birmânia ser conquistada. Mas não o imperador não ficou conformado. O prestígio imperial estava em jogo.
O imperador buscou ouvir um de seus conselheiros de maior confiança, o grande chefe conselheiro Fuheng, tio de Mingrui. Na década de 1750, Fuheng foi um dos poucos funcionários seniores que apoiaram totalmente a decisão de Qianlong de eliminar a etnia dzungar em um tempo que a maioria acreditava que a guerra seria muito arriscada. Em 14 de abril de 1768, a corte imperial anunciou a morte de Mingrui e a nomeação de Fuheng como comandante-chefe da nova campanha da Birmânia. Os generais manchu, Agui, Aligun e Suhede foram nomeados para serem seus adjuntos. Agora, o grau mais alto da hierarquia militar Qing se preparava para um confronto final com os birmaneses.
Antes de retomar qualquer combate, alguns nobres do lado chinês enviaram desejos de paz para a corte de Ava. Os birmaneses também enviaram sinais de que eles gostariam de dar à diplomacia uma chance, dadas as suas preocupações com o Sião. Mas o imperador, com o incentivo de Fuheng, deixou claro que nenhum compromisso com a Birmânia poderia ser firmado. A dignidade do Estado exigia uma rendição total. Seu objetivo era estabelecer o domínio Qing sobre todo o território birmanês. Emissários foram enviados ao Sião e aos estados do Laos informando-os da ambição chinesa e buscando uma aliança.
Ava agora aguardava outra grande invasão. Hsinbyushin já tinha retirado a maioria das tropas do Sião para enfrentar os chineses. Com os birmaneses muito preocupados com a ameaça chinesa, a resistência siamesa retomou Ayutthaya em 1768 e passou a reconquistar todos os seus territórios em 1768 e 1769. Para os birmaneses, os seus suados ganhos dos três anos anteriores (1765-1767) no Sião tinham ido para o lixo, e havia pouco que se pudesse fazer. A sobrevivência do seu reino agora estava em jogo.

### Plano chinês de batalha

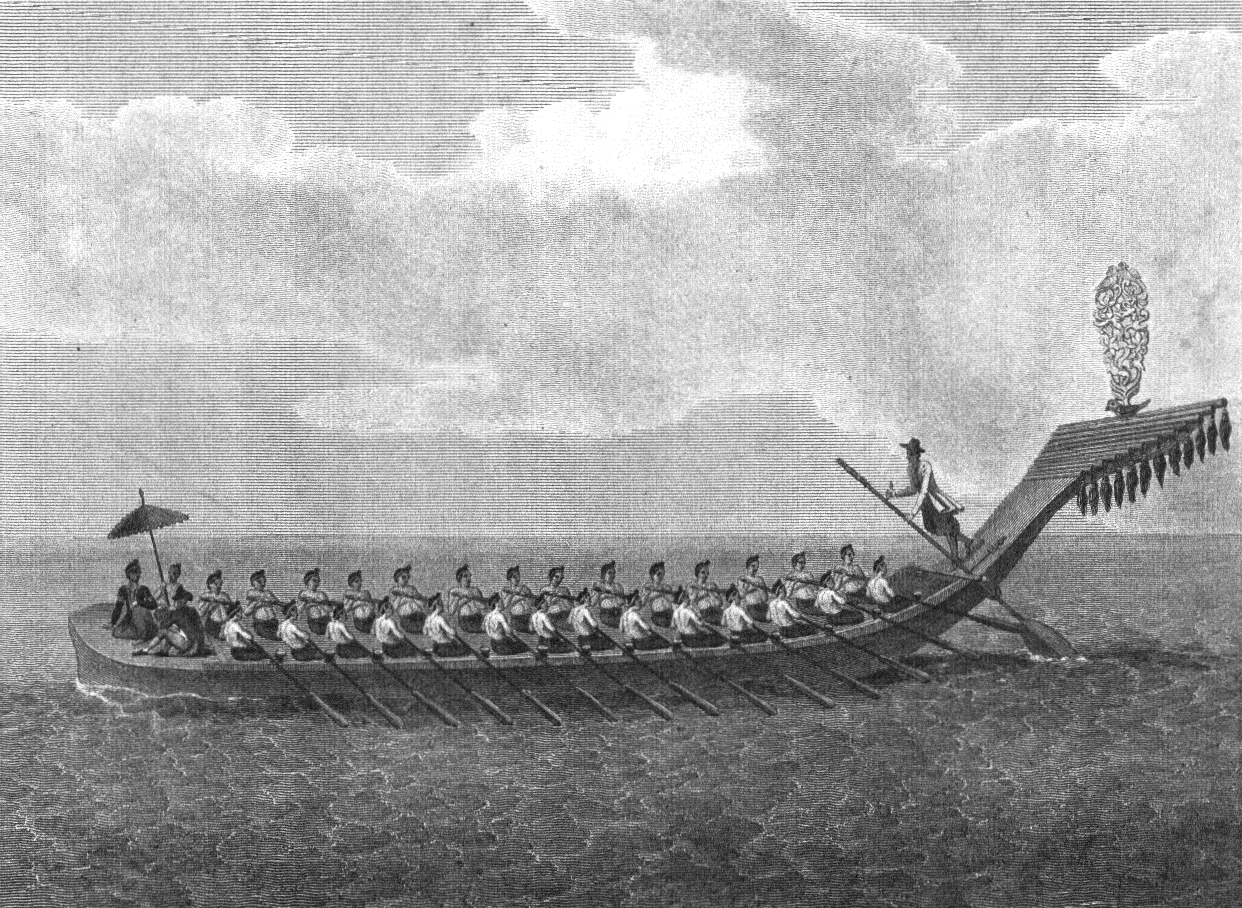
Um barco de guerra birmanês no rio Irauádi.

Fuheng chegou a Yunnan em abril de 1769 para assumir o comando de uma força de 60 000 homens. Estudou as expedições anteriores ming e mongóis para formar o seu plano de batalha, que optou por uma invasão tripla via Bhamo e o rio Irauádi. O primeiro exército atacaria Bhamo e Kaungton, que ele sabia que seria difícil. Dois outros grandes exércitos desviariam de Kaungton e desceriam o rio Irauádi, um em cada margem do rio, em direção a Ava. Os exércitos invasores de cada lado do rio seriam acompanhados por barcos de guerra tripulados por milhares de marinheiros da Marinha de Fujian. Para não repetir o erro de Mingrui, ele estava determinado a proteger as linhas de suprimentos e de comunicação, e avançar em um ritmo sustentável. Evitaria uma rota de invasão pelas selvas de Shan Hills, de modo a minimizar os ataques de guerrilheiros birmaneses em suas linhas de abastecimento. Trouxe também um regimento completo de carpinteiros que iriam construir fortalezas e barcos ao longo da rota de invasão.

### Plano birmanês de batalha
Para os birmaneses, o objetivo geral era o de deter o inimigo na fronteira, e impedir que os chineses penetrassem no interior do país. Maha Thiha Thura era o comandante geral, o papel que assumiu desde a segunda metade da terceira invasão. Como de costume, Balamindin comandaria o forte Kaungton. Na última semana de setembro, três exércitos birmaneses foram enviados para interceptar os três exércitos chineses. Um quarto exército foi organizado com o único propósito de cortar as linhas de abastecimento inimigas. Hsinbyushin também tinha organizado uma flotilha de navios de guerra para atacar aos navios de guerra chineses. As defesas birmanesas agora incluíam mosqueteiros e artilheiros franceses sob o comando de Pierre de Milard, governador de Tabe, que tinha retornado da frente siamesa. Baseados em seus movimentos de tropas, os birmaneses sabiam, pelo menos, a direção geral de onde a força de invasão maciça viria. Maha Thiha Thura se deslocou rio acima de barco em direção a Bhamo.

### Invasão
Com os exércitos birmaneses em marcha para o norte, Fuheng, contrariando o conselho de seus oficiais, decidiu não esperar até o final da temporada das monções. Foi claramente uma aposta calculada; ele queria atacar antes da chegada birmanesa, mas também tinha a esperança de que "o mau tempo não estaria por toda parte." Assim, em outubro de 1768, no fim (mas ainda durante) a estação das monções, Fuheng lançou a grande invasão. Os três exércitos chineses conjuntamente atacaram e capturaram Bhamo. Eles seguiram para o sul e construíram uma enorme fortaleza perto da aldeia de Shwenyaungbin, 20 quilômetros a leste da fortaleza birmanesa em Kaungton. Conforme planejado, os carpinteiros, devidamente construíram centenas de barcos de guerra para navegar pelo rio Irauádi.
Mas quase nada correu de acordo com o plano. Um exército atravessou para a margem ocidental do rio Irauádi, como planejado. Mas o comandante daquele exército que não quis se afastar da base. Quando o exército birmanês com a missão de proteger a margem ocidental se aproximou, os chineses retornaram para a margem leste. Da mesma forma, o exército instruído a marchar até a margem oriental também não prosseguiu. Isso deixou a frota chinesa exposta. A flotilha birmanesa subiu o rio, atacou e afundou todos os barcos chineses. Os exércitos chineses agora convergiram para atacar Kaungton. Mas por quatro semanas consecutivas, os birmaneses opuseram uma defesa notável, suportando ataques pesados e tentativas para escalar as muralhas.
Um pouco mais de um mês depois da invasão, toda a força de invasão Qing estava ainda estacionada na fronteira. Previsivelmente, muitos soldados e marinheiros chineses adoeceram, e começaram a morrer em grande número. O próprio Fuheng foi atingido pela febre. Mais preocupante para os chineses, o exército birmanês enviado para cortar a linha de comunicação inimiga também alcançou o seu objetivo, e se aproximou dos exércitos chineses pela retaguarda. No início de dezembro, as forças chinesas estavam completamente cercadas. Os exércitos birmaneses, em seguida, atacaram o forte chinês em Shwenyaungbin, que caiu após uma feroz batalha. As tropas chinesas em fuga seguiam para Kaungton onde outras forças chinesas estavam estacionadas. Os exércitos chineses estavam presos dentro do corredor entre Shwenyaungbin e o forte Kaungton, completamente cercados por anéis de forças birmanesas.

### Trégua

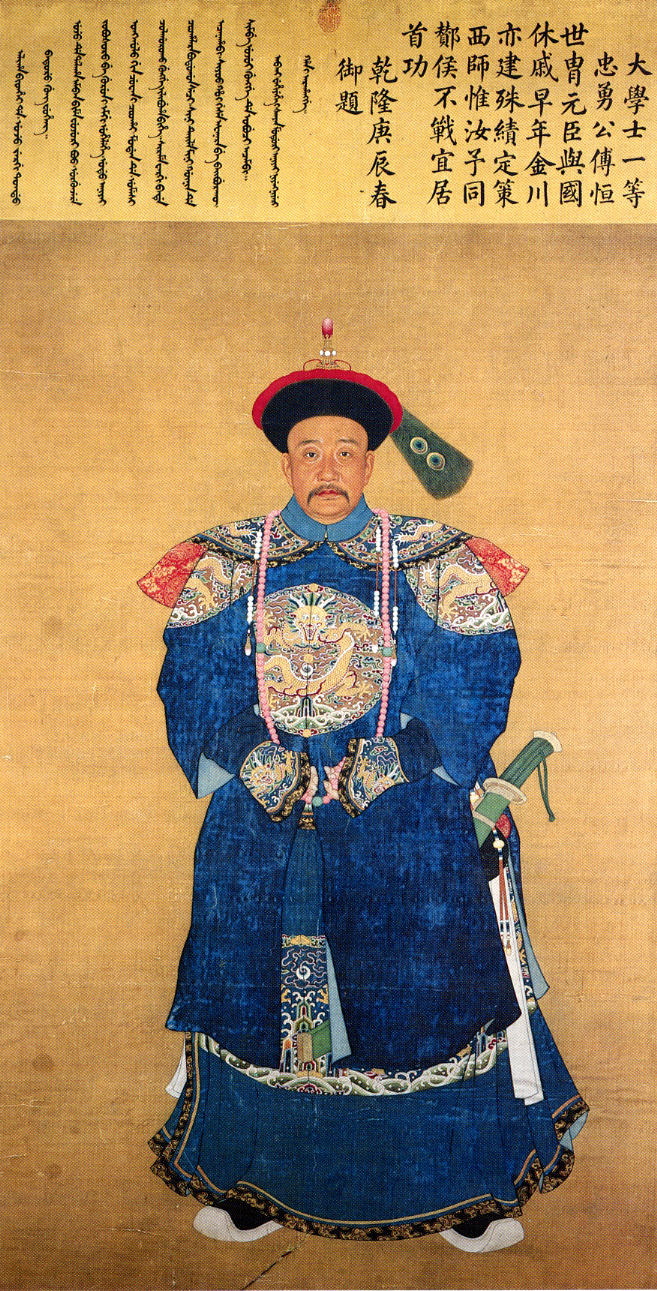
O Ministro Militar Fuheng

O comando chinês, que já havia perdido 20 000 homens, e uma quantidade de armas e munições, agora pediu uma trégua. Os birmaneses eram avessos à concessão de uma trégua, dizendo que os chineses estavam cercados como gado em um abatedouro, eles estavam famintos, e em poucos dias poderiam ser eliminados. Mas Maha Thiha Thura, que supervisionou a aniquilação do exército de Mingrui na batalha de Maymyo em 1768, percebeu que outro massacre serviria apenas para endurecer a determinação do governo chinês.
Diz-se que Maha Thiha Thura teria dito:
Camaradas, se não fizermos a paz, outra invasão virá. E quando a tivermos derrotado, outro virá. Nossa nação não pode continuar apenas repelindo invasão após invasão dos chineses porque temos outras coisas para fazer. Vamos parar o abate, e deixar o povo deles e o nosso povo viverem em paz.
Ele ressaltou a seus comandantes que a guerra com os chineses estava rapidamente se tornando um câncer que finalmente destruiria a nação. Em comparação com as perdas chinesas, as perdas birmaneses foram leves, mas considerada em proporção à população, eles eram pesadas. Os comandantes não ficaram convencidos, mas Maha Thiha Thura, sob sua própria responsabilidade, e sem informar o rei, exigiu que os chineses concordassem com os termos seguintes:
1. Os chineses se entregariam todos os sawbwas e outros rebeldes e fugitivos da justiça birmanesa que estavam abrigados em território chinês;
2. Os chineses se comprometeriam a respeitar a soberania birmanesa sobre aqueles estados shan, que historicamente faziam parte da Birmânia;
3. Todos os prisioneiros de guerra seriam libertados;
4. O imperador da China e o rei da Birmânia retomariam as relações de amizade, trocariam regularmente cartas de boa vontade e presentes.

Os comandantes chineses decidiram concordar com os termos do acordo. Em Kaungton, em 13 de dezembro de 1769 (ou 22 de dezembro de 1769), 14 oficiais birmaneses e 13 chineses assinaram um tratado de paz. Os chineses queimaram seus barcos e derreteram seus canhões. Dois dias depois, os soldados chineses marcharam de volta para casa através do vale de Taiping; começaram a morrer de fome aos milhares durante o retorno.

## Epílogo
Em Pequim, o Imperador Qianlong não ficou satisfeito com o tratado. Não aceitou a explicação dos comandantes chineses de que a quarta condição-troca de embaixadores e presentes representaria a submissão birmanesa. Ele não permitiu a entrega dos sawbwas ou de outros fugitivos, nem a retomada do comércio entre os dois países.
Em Ava, Hsinbyushin ficou furioso com seus generais por agirem sem o seu conhecimento, e rasgou o seu exemplar do tratado. Sabendo que o rei estava com raiva, os exércitos birmanesas tinham medo de voltar para a capital. Em janeiro de 1770, eles marcharam para Manipur, onde uma rebelião havia começado, aproveitando-se do conflito da Birmânia com os chineses. Após a batalha de três dias perto de Langthabal, os manipuris foram derrotados, e seu rajá fugiu para Assam. Os birmaneses colocaram seu candidato no trono, e retornaram. A ira do rei acalmou, afinal, eles haviam conquistado vitórias e preservado o seu trono. Ainda assim, o rei mandou que Maha Thiha Thura, um general condecorado, cuja filha era casada com o filho e herdeiro aparente de Hsinbyushin, Singu, a usar um traje feminino, e o exilou, juntamente com outros generais, nos Estados shan. Ele não lhes permitiu vê-lo. Ele também exilou ministros que se atreveram a falar em seu nome.
Embora as hostilidades tivessem cessado, uma intranquila trégua se seguiu. Nenhum dos pontos do tratado foi honrado pelos dois lados. Porque os chineses não entregaram os sawbwas, os birmaneses não libertaram os 2 500 prisioneiros de guerra chineses, que foram reassentados. O governo Qing perdeu alguns da geração de melhores especialistas de fronteira, incluindo Yang Yingju, Mingrui, Aligun e Fuheng (que posteriormente morreram de malária em 1770). A guerra custou ao tesouro Qing 9,8 milhões de taels. Porém, Qianlong manteve uma forte linha militar nas áreas de fronteira de Yunnan por mais de uma década, numa tentativa de travar outra guerra, impondo a proibição de comércio inter-fronteiras por duas décadas.
Os birmaneses durante anos se preocuparam com outra invasão iminente por parte dos chineses, e mantiveram uma série de guarnições ao longo da fronteira. As muitas baixas da guerra (em termos de tamanho da população) e a necessidade contínua para guardar a fronteira norte, seriamente prejudicou a capacidade militar birmanesa para renovar a guerra no Sião. Demorou mais de cinco anos, para que os birmaneses enviassem outra força de invasão ao Sião.
Demorariam outros vinte anos, para que a Birmânia e a China retomassem a relação diplomática em 1790. A retomada foi intermediada pelos nobres tai-shan e oficiais de Yunnan, que queriam ver o restabelecimento do comércio. Para os birmaneses, então sob o reinado de Bodawpaya, a retomada foi em igualdade de condições, e consideraram a troca de presentes como parte da etiqueta diplomática, e não como um tributo a ser pago. Para os chineses no entanto, todas estas missões diplomáticas foram consideradas como missões tributárias. Qianlong viu a retomada das relações como a submissão da Birmânia, e unilateralmente, reivindicou a vitória e colocou a campanha da Birmânia na sua lista das Dez Grandes Campanhas.

## Legado

### Mudanças territoriais
A defesa bem sucedida da Birmânia estabeleceu a base para a fronteira atual entre os dois países. A fronteira ainda não foi demarcada, e as regiões fronteiriças estavam ainda sofrendo sobreposição de esferas de influência. Após a guerra, a Birmânia manteve sua posse sobre Koshanpye, e nove estados acima de Bhamo. Pelo menos, até a véspera da Primeira Guerra Anglo-Birmanesa em 1824, os birmaneses exerceram autoridade sobre as fronteiras desde o sul de Yunnan, até o distante Kenghung (atual Jinghong, Yunnan). Da mesma forma, os chineses exerceram um grau de controle sobre as fronteiras, incluindo o nordeste do atual estado de Kachin. No geral, os birmaneses foram capazes de empurrar para trás a linha de controle que existia antes do processo de consolidação Qing da década de 1730.
Porém, a guerra também forçou os birmaneses a se retirarem do Sião. Sua vitória sobre o governo Qing é descrita como uma vitória moral. O historiador G.E. Harvey escreve: "Suas outras vitórias foram sobre Estados em seu próprio nível, como o Sião; esta foi uma vitória sobre um império. A cruzada de Alaungpaya contra os mons foi manchada pela traição; o grande cerco de Ayuthaya foi um magnífico banditismo", embora tenha descrito a guerra sino-birmanesa como "uma guerra justa de defesa contra o invasor".

### Geopolítica
Os principais beneficiários da guerra foram os siameses, que se aproveitaram a ausência birmanesa para recuperar seus territórios perdidos e sua independência. Em 1770, haviam reconquistado a maioria dos territórios do período anterior a 1765. Apenas Tenesserim permaneceu nas mãos da Birmânia. A preocupação com a ameaça chinesa, e a recuperação das perdas em recursos humanos durante a guerra, obrigaram Hsinbyushin a desocupar o Sião, mesmo quando o Sião continuou a consolidar seus ganhos. (Ele foi finalmente forçado a enviar tropas birmanesas ao Sião em 1775 em resposta a uma rebelião em Lanna apoiada pelos siameses um ano antes). Nas décadas seguintes, o Sião se tornaria uma potência, conquistando Lanna, os estados do Laos e partes do Camboja.
Do ponto de vista geopolítico mais amplo, o governo Qing, e o imperador Qianlong, que até então nunca tinha sofrido uma derrota, agora teve que aceitar bem a contragosto, que havia limites para poder Qing. Um historiador da História Militar chinesa, Marvin Whiting, escreve que o sucesso da Birmânia provavelmente salvou a independência de outros Estados do Sudeste Asiático.

### Militar
Para o governo Qing, a guerra destacou limites para seu poder militar. Qianlong culpou pelo fracasso das duas primeiras invasões o baixo desempenho de seus exércitos do Estandarte Verde. Mas ele reconheceria mais tarde, que seus soldados manchu também estavam menos preparados para o combate na Birmânia do que em Xinjiang. Apesar do envio de 50 000 e 60 000 soldados nas duas últimas invasões, o comando Qing não contava com informações atualizadas sobre as rotas de invasão, e teve que consultar mapas centenários para formar o seu plano de batalha. Este desconhecimento expôs suas linhas de comunicação e suprimentos a repetidos ataques birmaneses, e permitiu que seus principais exércitos fossem cercados nas últimas três invasões. A política birmanesa de terra queimada mostrou que os chineses eram vulneráveis aos cortes das linha de suprimentos. Talvez o mais importante, os soldados Qing se revelaram despreparados para lutar no clima tropical da Birmânia. Nas últimas três invasões, milhares de soldados chineses morreram (ou ficaram doentes) de malária e de outras doenças tropicais. Isto deve ter neutralizado a um grau considerável, a principal vantagem chinesa de superioridade numérica, e permitiu que os birmaneses enfrentassem de igual para igual os exércitos chineses no fim das invasões.
A guerra é considerada o ápice do poder militar Konbaung. O historiador Victor Lieberman escreve: "Estas vitórias quase que simultâneas sobre o Sião (1767) e a China (1765-1769) testemunharam um élan verdadeiramente surpreendente inigualável desde Bayinnaung." Os militares birmaneses provaram que eram capazes e estavam dispostos a enfrentar um inimigo muito superior, utilizando a sua familiaridade com o terreno e as condições climáticas para extrair a máxima vantagem. (A "Batalha de Maymyo é agora um estudo militar sobre o combate de infantaria contra um exército maior.)
Porém, ela provou que não havia limites para o poder militar birmanês. Os birmaneses aprenderam que não poderiam lutar duas guerras simultâneas, especialmente se uma deles era contra o maior exército do mundo. A decisão imprudente de Hsinbyushin de lutar uma guerra em duas frentes quase lhe custou o reino e a independência do país. Além disso, suas perdas, embora menores do que as perdas de Qing foram pesadas em proporção ao seu tamanho muito menor da população, prejudicando a sua capacidade militar em outro lugar. O poder militar Konbaung estacionou nas décadas seguintes. Ele não fez nenhum progresso contra o Sião. Suas conquistas posteriores foram apenas contra reinos menores do oeste: Arracão, Manipur e Assam.

## Citações
1. 1 2 3  Whiting 2002, pp. 480–481.
2. 1 2 3 4  Giersch 2006, p. 103.
3. 1 2 3  Giersch 2006, p. 101.
4. ↑  Qing Chronicles.
5. 1 2 3 4 5 6  Haskew 2008, pp. 27–31.
6. 1 2  Giersch 2006, p. 102.
7. 1 2 3 4 5 6 7  Htin Aung 1967, pp. 180–183.
8. ↑  George C. Kohn 2006, p. 82.
9. ↑  Harvey 1925, p. 258.
10. 1 2 3 4 5 6 7  Dai 2004, p. 145.
11. 1 2 3 4 5  Giersch 2006, pp. 101–110.
12. 1 2 3 4 5  Hall 1960, pp. 27–29.
13. ↑  Harvey 1925, p. 254–258.
14. ↑  Fernquest 2006, pp. 61–63.
15. 1 2  Woodside 2002, pp. 256–262.
16. ↑  Giersch 2006, pp. 99–100.
17. ↑  Giersch 2006, pp. 59–80.
18. ↑  Phayre 1884, pp. 191–192, 201.
19. 1 2  Giersch 2006, p. 68.
20. 1 2 3 4 5 6  Myint-U 2006, pp. 100–101.
21. ↑  Phayre 1884, pp. 191–192,201.
22. ↑  Harvey 1925, p. 250.
23. 1 2 3 4 5  Kyaw Thet 1962, pp. 310–314.
24. ↑  Phayre 1884, p. 192.
25. 1 2  Phayre 1884, p. 195.
26. 1 2 3  Htin Aung 1967, pp. 177–178.
27. 1 2 3 4 5 6  Myint-U 2006, pp. 102–103.
28. 1 2  Harvey 1925, p. 253.
29. 1 2 3 4 5 6  Kyaw Thet 1962, pp. 314–318.
30. ↑  Htin Aung 1967, p. 178.
31. ↑  Hall 1960, p. 28.
32. 1 2 3 4 5 6  Htin Aung 1967, pp. 178–179.
33. ↑  Phayre 1884, pp. 196–198.
34. ↑  Haskew 2008, p. 29.
35. 1 2 3 4  Harvey 1925, p. 255–257.
36. 1 2 3 4 5 6 7 8  Myint-U 2006, pp. 103–104.
37. 1 2  Htin Aung 1967, pp. 181–183.
38. 1 2  Htin Aung 1967, p. 182.
39. 1 2  Harvey 1925, pp. 257–258.
40. ↑  Harvey 1925, p. 259.
41. ↑  Lieberman 2003, p. 32.
42. 1 2  Woodside 2002, pp. 265–266.
43. ↑  Lieberman 2003, p. 184.